# شلی یاخیمویچ
شلی یاخیمویچ (عبری: שלי רחל יחימוביץ׳؛ زادهٔ ۲۸ مارس ۱۹۶۰) سیاستمدار، روزنامه‌نگار، گزارشگر، و نویسنده اهل اسرائیل است.
او از بازماندگان هولوکاست است.